# Yu Eto
Yu Eto (født 17. oktober 1983) er en japansk fodboldspiller.
Han har spillet for flere forskellige klubber i sin karriere, herunder Sagan Tosu, Tokushima Vortis og Kataller Toyama.